# جیمی دانکن
جان «جیمی » دانکن (به انگلیسی: John Duncan) نمایندهٔ حوزه انتخابیه دوم تنسی از حزب جمهوری‌خواه ایالات متحده آمریکا در مجلس نمایندگان ایالات متحده آمریکا است که برای نخستین‌بار در ۹ نوامبر ۱۹۸۸ میلادی به‌عضویت این مجلس درآمد.